# Jakub Starší

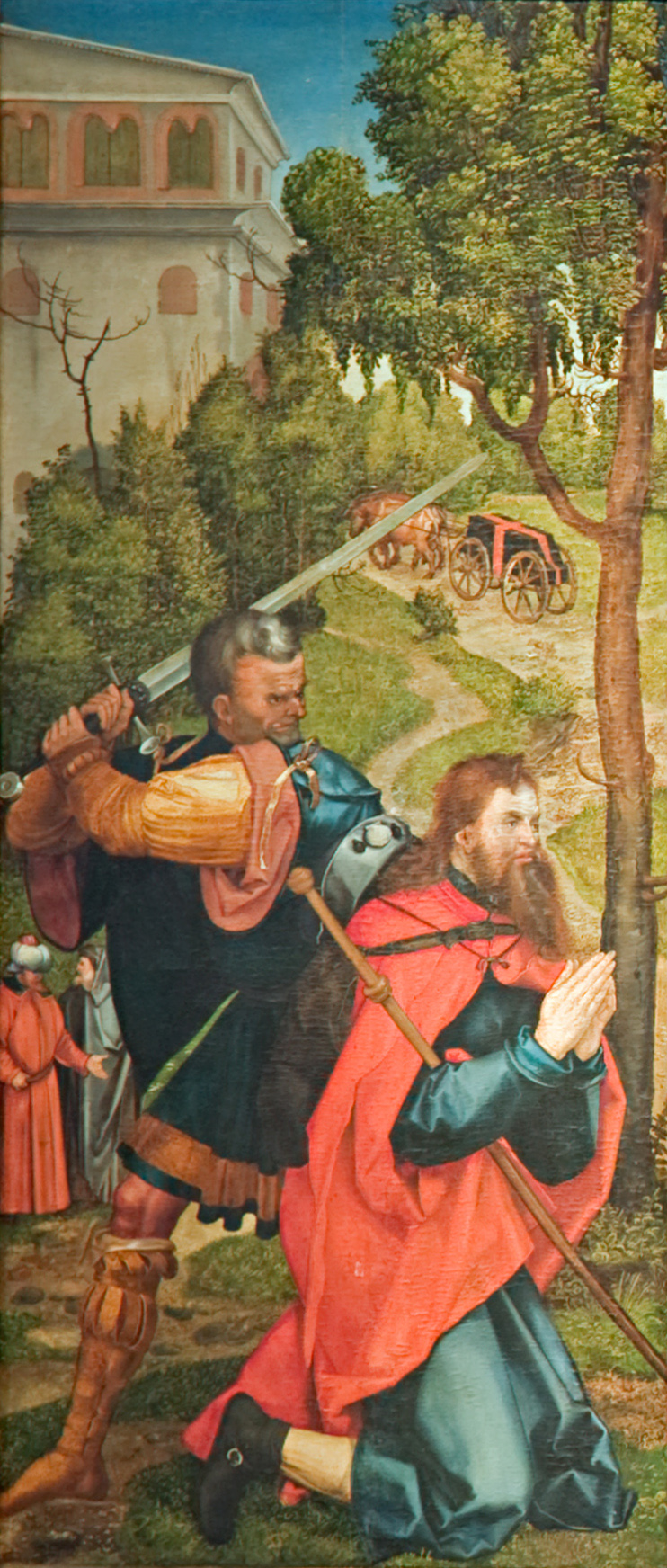
Umučení sv. Jakuba od Albrechta Dürera

Apoštol Jakub, označovaný Starší, Větší či Zebedeův (pro odlišení od svých jmenovců sv. Jakuba Alfeova a Jakuba Spravedlivého) byl jeden z dvanácti apoštolů – učedníků Ježíše Krista.
Jméno Jakub je česká podoba jména Iakobos, pořečtěného tvaru jména starozákonního patriarchy Jákoba (hebrejsky יעקב‎,  Ja'akov). Jeho španělské jméno je Santiago.

## Život dle církevní tradice

### Dětství a povolání k službě
Jakub pocházel z Betsaidy u Genezaretského jezera v Izraeli. Jeho rodiče byli rybáři Zebedeus a Salome, jeho bratrem byl Jan, apoštol a evangelista.
Ježíš Jakuba povolal hned po Petrovi a jeho bratru Ondřejovi i s mladším bratrem Janem, když na lodi společně se svým otcem spravovali sítě (viz Mt 4,21–22 nebo Mk 1,19–20). Byli totiž rybáři a ve svém řemesle zřejmě i podnikatelé, neboť měli najaté pomocníky (viz Mk 1,20). Podle evangelia oba velkodušně opustili otce i loď a šli za ním.
Ve zmíněných seznamech Kristových apoštolů zaujímá Jakub druhé místo po Petrovi u Marka (3,17) nebo třetí místo po Petrovi a Ondřejovi v evangeliích Matouše (10,2) a Lukáše (6,14), zatímco ve Skutcích apoštolů přichází po Petrovi a Janovi. Tak je také zmíněn před Janem, když oba bratři žádají Ježíše, aby seděli jeden po jeho pravici a druhý po jeho levici ve chvíli jeho uvedení na trůn v království (viz Mt 20,20–28 nebo Mk 10,35–40).
Pro jejich bouřlivý temperament dal Ježíš oběma bratřím, Jakubovi a Janovi mnohoznačné přízvisko „Boanerghés“, což znamená „synové hromu“ (viz Mk 3,17). Lukáš totiž vypráví, že když Ježíš se svými učedníky putoval do Jeruzaléma, poslal před sebou posly: „Ti cestou přišli do jedné samařské vesnice, aby tam připravili nocleh. Ale Samaritáni ho nepřijali, protože měl namířeno do Jeruzaléma. Když to viděli učedníci Jakub a Jan, řekli: Pane, chceš, abychom svolali z nebe oheň, aby je zahubil? On však se obrátil a přísně je pokáral“ (viz Lk 9,52–55).
Jakub je v úryvcích Písma častěji uváděn za Petrem hned na druhém místě a tím je zdůrazněna jeho důležitost. Spolu s Petrem a Janem patřil Jakub ke Kristovým privilegovaným učedníkům, usuzuje se z toho, že byli Ježíšem povoláváni k významným intimním událostem. Ať šlo o vzkříšení dcery Jairovy (Mk 5,37; Lk 8,51), o událost Proměnění na hoře Tábor (Mt 17,1; Mk 9,2; Lk 9,28), zahájení tzv. eschatologického proslovu (Mk 13,3) nebo povolání do Ježíšovy blízkosti v Getsemanské zahradě, kde se pak z úzkosti potil krví (Mt 26,37; Mk 14,33). Po Ježíšově Nanebevstoupení hlásal Jakub evangelium. Jedna věc zůstává naprosto jasná, a sice to, že Jakub se těšil velké autoritě uvnitř prvotní církve v Jeruzalémě, podílel se na jejím budování a spolu s Petrem za ni cítil pastorální odpovědnost.

### Dílo
Jakubovi je některými připisováno autorství Listu sv. Jakuba, jedné z částí Nového zákona, většina badatelů se ale kloní k tomu, že List sv. Jakuba napsal buď Jakub, bratr Páně (představitel jeruzalémského sboru, ukamenovaný v r. 62), nebo někdo jiný.
Nepředstavuje se zde však ani jako „bratr Páně“ ani jako apoštol, ale jako „služebník Boha a Pána Ježíše Krista“ (Jak 1,1). Tento list zaujímá v kánonu křesťanských Písem první místo mezi takzvanými katolickými listy, tj. určenými nejen jedné, ale mnoha církvím. Velký důraz je v něm kladen na nutnost neomezovat vlastní víru na pouhou verbální či abstraktní deklaraci, ale konkrétně ji vyjadřovat v dobrých skutcích. Velice příznačnou v tomto listě je věta, podle níž je „víra bez skutků mrtvá“ (Jak 2,26).

### Působiště
Podle jedné pozdější tradice sahající k sv. Isidorovi ze Sevilly hlásal Jakub evangelium ve Španělsku, které bylo důležitým regionem římské říše. Jiná tradice uvádí, že jeho hlavním působištěm byl Jeruzalém a Samařsko. Podle ní se Španělsko stalo až domovem jeho ostatků. O jeho legendárních cestách však není spolehlivých pramenů.

### Mučednictví
Podle tradice byl v Jeruzalémě kolem Velikonoc roku 44 zatčen vojáky Heroda Agrippy I., který byl vnukem Heroda Velikého, a na příkaz krále sťat mečem. Jakubovu popravu uvádějí Skutky apoštolské a zpráva o ní existuje také od raného církevního dějepisce Eusébia ve spisech Klementa Alexandrijského. Jakub byl první z dvanácti Kristových apoštolů, který podstoupil mučednickou smrt.

## Legendy
V souvislosti s jeho popravou se také mluví o farizeovi Josiáši, který mu prý při zatýkání za pomoci uplacené lůzy hodil kolem krku provaz. Cestou na popraviště šel průvod kolem domu, kde seděl muž nemocný dnou; nebyl schopen chůze a prosil Jakuba o pomoc. K smrti odsouzený nemocnému řekl: „Ve jménu mého Pána Ježíše Krista vstaň zdráv a chval svého Spasitele.“ Muž se zvedl a mohl zase chodit. Josiáš se pod vlivem tohoto zázraku obrátil. Na popravišti prosil Josiáš za odpuštění a vyznal víru v Krista. Dostal od Jakuba políbení pokoje a byl pak spolu s Jakubem sťat.
Několik legend o svatém Jakubovi vysvětluje, jak se z Jeruzaléma po Ježíšově smrti dostal na Pyrenejský poloostrov. Podle jedné z nich odešel z Palestiny hlásat evangelium a došel až do dnešního Španělska.
Jeho misijní činnost na Pyrenejském poloostrově se setkala s rozhodným odmítnutím místního obyvatelstva. Svatému Jakubovi se zde podařilo získat jen 8 učedníků. Legenda vypráví, že se všichni setkali jedné noci za zdmi římské pevnosti Caesaraugusty na pravém břehu řeky Ebro. Zklamán neúspěchem svého misijního působení chtěl se sv. Jakub ihned vrátit do Palestiny. A právě tehdy uprostřed mrazivé lednové noci roku 40 se na nebi ukázal neobvyklý jas a v něm andělé, kteří přinášeli jaspisový sloup (pilar) s Matkou Boží. Andělé postavili sloup na zem a Panna Maria promluvila ke svatému Jakubovi: „Synu, to místo je určeno k tomu, abych zde byla uctívána. Díky tobě zde povstane na mou památku kostel. U tohoto sloupu postavíš oltář. Na tomto místě vykoná na mou přímluvu moc Nejvyššího neobyčejná znamení a zázraky zvláště pro ty, kteří mě zde budou vzývat ve svých potřebách. Tento sloup zde bude stát až do konce věků.“ Svatý Jakub na místě vybudoval kapli, která se nazývá Santa Capilla (nyní je uvnitř velké budovy baziliky Panny Marie na sloupu). Poté se svatý Jakub vrátil do vlasti a tam roku 44 zemřel mučednickou smrtí na rozkaz Heroda Agrippy. Jeho tělo naložili učedníci do loďky a pustili na moře, aby nebylo zneuctěno. Andělé pak vedli loďku celým Středozemním mořem, až ji vlny vyplavily na španělském pobřeží v Galicii u městečka Padrón. Tam tělo údajně našli Jakubovi španělští učedníci a přenesli je na místo, kde dnes stojí Santiago. V těch místech archeologové objevili prostou stavbu z konce 8. století, kryjící hrob s náhrobní deskou. To odpovídá vzniku tradice v době panování císaře Karla Velikého, zaznamenané ve spisu Concordia de Antereales z roku 1077.

### Reconquista

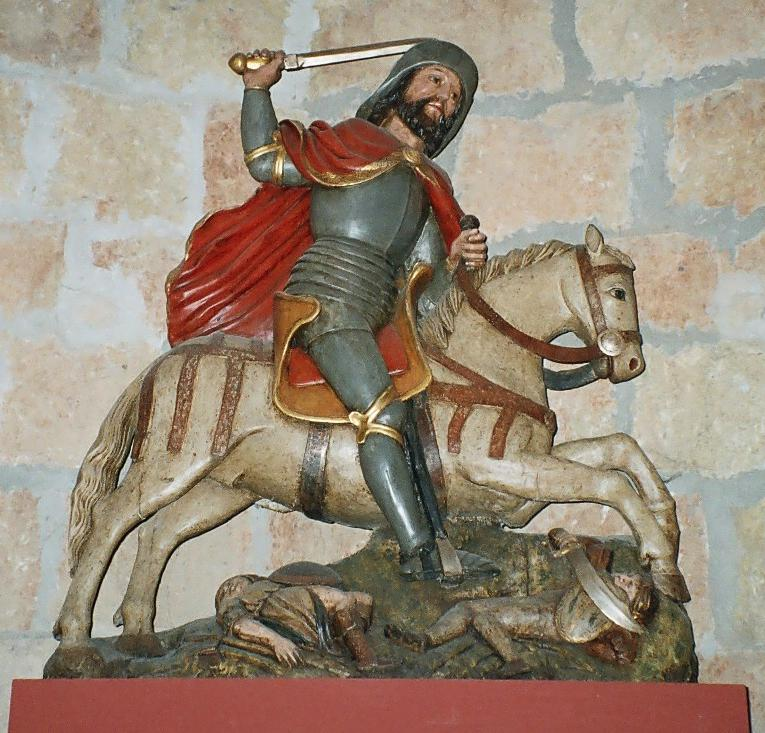
Sv. Jakub Maurobijec

Křesťanští rytíři, kteří bojovali proti Maurům za nezávislost Španělska, vylíčili, že se jim svatý Jakub několikrát zjevil na bílém koni a pobízel je, aby proti Maurům bojovali za křesťanství. Podle jedné pozdější legendy se svatý Jakub zázračně objevil během bitvy u Clavija. Proto je někdy nazýván Matamoros (Maurobijec).

## Ostatky
Jakub byl zprvu pohřben v Jeruzalémě. Podání vypravuje, že první křesťané postavili na místě Jakubova umučení v Jeruzalémě kostel svatého Jakuba. Odtud byly jeho ostatky prý za císaře Justiniána I. přemístěny do palestinského kláštera Raithu. Někde je uváděno, že klášter stál pod horou Sinaj, a že to bylo kolem roku 70, kdy tam postavili klášter svatého Jakuba, dnešní Klášter svaté Kateřiny. Existuje i legenda, podle které Jakubovy ostatky přenesli andělé do paláce pohanky Lupy, která se ve Španělsku stala křesťankou. Kolem místa hrobu v jejím paláci byl později vystavěn chrám a město Santiago de Compostela.
Pravděpodobnější je podání týkající se přenesení Jakubových ostatků do Španělska třemi mnichy. Ti se k tomu rozhodli v době, kdy strážci kláštera, ustanovení z potomků otroků, odpadli k islámu. K přenesení snad tedy došlo na ochranu před Saracény. Nejprve byla za místo zvolena Zaragoza, ale ta byla v roce 714 dobyta. Na ochranu před Maury prý ostatky byly přeneseny k Irii Flavii v Galicii, kde na čas upadly v zapomenutí a teprve za krále Alfonse Cudného (791–842) byly v tamní mramorové hrobce roku 813 objeveny biskupem Teodomirem z Irie. Údajně jako první si mimořádného hrobu všiml poustevník Pelayo, přičítaje to třpytu hvězd. Když král Alfons nad hrobem vystavěl ke cti sv. Jakuba v roce 816 chrám, který byl posvěcen 25. července 816 (odtud je stanoven den svátku), přeložil k němu biskup své sídlo a zároveň začalo kolem vyrůstat město Santiago de Compostela.
O Jakubův hrob v Compostele zprvu pečovali benediktini, ale po nájezdu Maurů roku 997 byl původní chrám zničen. Král Alfons III. Asturský dal nad hrobem apoštola vystavět v letech 1075–1150 trojlodní baziliku na půdorysu latinského kříže s příčnou lodí a funkcí katedrály. Mezi její architektonicky nejvýznamnější části patří z jižní strany portál zlatníků a portál Slávy, tvořící hlavní průčelí katedrály. Ostatky sv. Jakuba byly uloženy do stříbrného sarkofágu v chrámové kryptě pod hlavním oltářem, nad nimi je po schodišti přístup k relikviářovému poprsí svatého Jakuba, které obsahuje světcovu lebku. Poutníci ji mohou obejmout kolem ramen.

### Relikvie v českých zemích
Do pražské katedrály svatého Víta se v roce 1212 dostaly zub a další dvě částky z ostatků svatého Jakuba. Další ostatek byl vložen do základů kostela svatého Jakuba na Starém Městě pražském.

## Svátek
Svátek se tradičně slaví 25. července s tím, že pokud připadne na neděli, zahajuje se v Compostele svatý Jakubův rok (ustanovení papeže Kalixta II.). Papež Alexandr III. udělil Santiagu de Compostela titul Svaté město (jako má Jeruzalém a Řím) i odpustková privilegia. Santiago de Compostela se stalo od 10. století nejvýznamnějším poutním místem středověku, které přitahovalo až do 15. století více poutníků než Řím nebo Jeruzalém. K místu na severozápadě Španělska vznikly četné slavné poutní cesty, které jsou lemovány kláštery, kostely, útulky a kaplemi (Svatojakubská poutní cesta).
Místo Jakubova hrobu je stále předmětem velké úcty a dodnes je cílem četných poutí, nejen z Evropy, ale i z celého světa.

## Ikonografické znázorňování

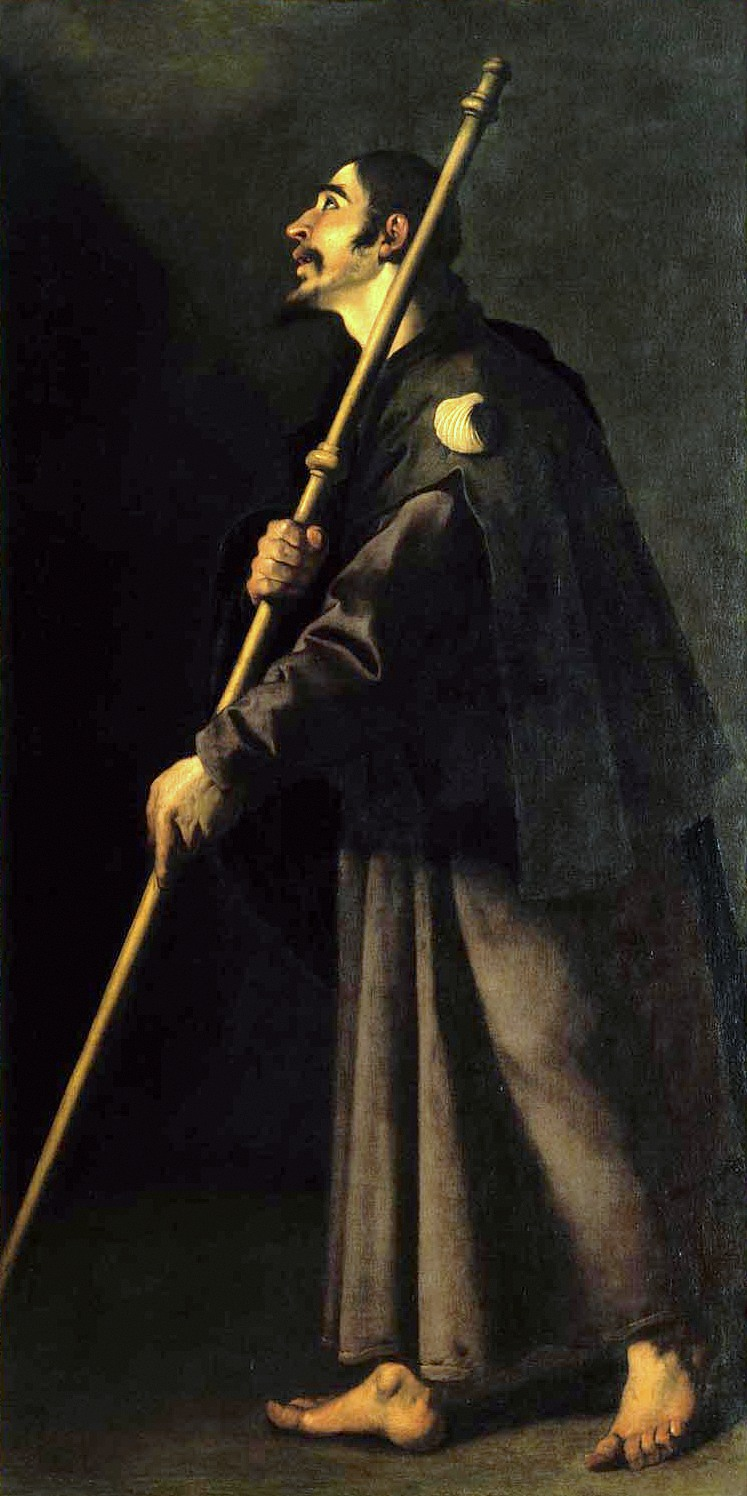
Francisco de Zurbarán: svatý Jakub jako poutník s holí a mušlí

Na dřívějších znázorněních vidíme Jakuba Staršího jako apoštola, většinou s knihou či svitkem evangelia. Později se objevuje téměř vždy jako poutník s holí, kloboukem, brašnou a mušlí hřebenatkou. Podobně (také s poutnickým kloboukem, holí a mušlí hřebenatkou) bývá znázorňován svatý Roch, který ale na rozdíl od svatého Jakuba zpravidla odkrývá své stehno (nad kolenem), nebo přímo ukazuje na ránu na něm. Na některých zobrazeních jsou také poukazy na jeho mučednictví (atribut meče). A konečně poslední verzí, používanou především na Pyrenejském poloostrově, je znázornění sv. Jakuba jako rytíře maurobijce („Matamoros“, „bijec Maurů“, „Santiago Matamoro“).
Svatý Jakub (Santiago) je uctíván jako národní patron Španělska, je také patronem poutníků, bojovníků, dělníků, horníků, kloboučníků, lékárníků; vzýván je za dobré počasí i na ochranu před revmatismem. Jeho památku obzvláště vzývá řád svatojakubských rytířů.

### Svatojakubská mušle
Symbolem poutníků putujících do Santiaga de Compostela je svatojakubská mušle. Původ symbolu je v legendě, podle níž portugalský rytíř stál v blízkosti přístaviště, kde kotvila loď, jež přivezla ostatky svatého Jakuba do Španělska. Když jeho kůň viděl podivuhodný a světlý třpyt, který dopadal z hvězd na apoštola, byl z pohledu tak vyděšený, že skočil do vody a vzal s sebou do hlubin i rytíře. Rytíř byl zachráněn a vytažen na palubu. Zachránci plni úžasu viděli, že jeho tělo je zcela pokryto svatojakubskými mušlemi. Existují i další legendy, které se vážou ke svatojakubské mušli. Všechny mají v podstatě stejnou předlohu příběhu, totiž svatým Jakubem zázračně zachráněné lidi.